# Gianmarco Zigoni
Gianmarco Zigoni (Verona, 10 maggio 1991) è un calciatore italiano, attaccante svincolato.
È soprannominato il Cobra.

## Biografia
È il figlio di Gianfranco Zigoni e pronipote di Pierluigi Ronzon, anch'essi calciatori professionisti.

## Carriera

### Club
Zigoni ha iniziato la sua carriera ad Oderzo nell'LEO Oderzo dove suo padre Gianfranco allenava. Successivamente è passato nelle giovanili del Treviso, dove ha segnato oltre 100 gol. Ha esordito in prima squadra il 26 gennaio 2009 nella partita di Serie B persa dal Treviso per 2-1 contro l'Ancona, gara in cui ha segnato il suo primo gol per i biancocelesti. Quattro giorni dopo ha realizzato la prima delle reti nella vittoria del Treviso per 3-2 contro il Brescia. Nel corso della stagione si è distinto segnando 2 reti in 18 gare disputate.
Il 1º luglio 2009 è stato ufficializzato il suo trasferimento al Milan, con cui ha esordito in Serie A il 28 marzo 2010 nel pareggio per 1-1 tra i rossoneri e la Lazio, subentrando al 77º minuto di gioco a Filippo Inzaghi. Con la formazione Primavera dei rossoneri ha vinto la Coppa Italia Primavera 2009-2010, segnando il gol del definitivo 2-0 nella finale di ritorno contro il Palermo.
Il 20 luglio 2010 è stato ufficializzato il suo passaggio in comproprietà al Genoa nell'operazione che ha portato Sōkratīs Papastathopoulos al Milan.
Il 9 settembre 2010 con la squadra Primavera del Genoa ha vinto la Supercoppa italiana Primavera segnando due gol, uno per tempo, nella partita terminata 5-0 contro la sua ex squadra, il Milan.
Il 30 gennaio 2011 il Frosinone ha ufficializzato l'acquisizione in prestito del giocatore fino al termine della stagione. Il 12 marzo 2011 ha segnato la prima rete in maglia gialloazzurra realizzando l'unico gol del Frosinone nella sconfitta esterna per 2-1 contro il Modena.
Il 14 giugno 2011 il Milan ha riscattato per intero il suo cartellino dal Genoa e il successivo 31 agosto ha ceduto in prestito il giocatore all'Avellino in Lega Pro Prima Divisione. Il 25 settembre 2011 ha segnato la sua prima rete con la maglia dell'Avellino e nel corso della stagione ha contribuito alla salvezza della squadra con 11 gol in 30 presenze.
L'11 luglio 2012 è passato in prestito con diritto di riscatto alla Pro Vercelli. Dopo 12 presenze e un gol con la maglia della squadra piemontese, il 23 gennaio 2013 è tornato, ancora in prestito, all'Avellino. Il 9 febbraio seguente ha segnato il primo gol della sua seconda avventura in terra irpina nella vittoria in rimonta per 3-2 con il Barletta. Sigla la rete decisiva nel match in trasferta contro il Catanzaro vinto per 1-0 dai lupi irpini, una vittoria che segna l'aritmetica promozione dell'Avellino in Serie B quattro anni dopo il fallimento.
Il 29 luglio 2013 viene ufficializzato il suo trasferimento in prestito al Lecce, club di Lega Pro Prima Divisione. Ha esordito in maglia giallorossa il 4 agosto seguente, in occasione del match valevole per il primo turno di Coppa Italia vinto per 3-0 contro l'A.S.D. Santhià. Segna i suoi primi gol nella partita seguente Ternana-Lecce l'11 agosto, risultando decisivo con una doppietta (2-4 il finale).
Il 13 agosto 2014 viene acquistato dal Monza con la formula del prestito secco.
Il 7 gennaio 2015 viene ufficializzato il suo passaggio in prestito alla SPAL. Il 29 marzo 2015 segna la sua prima tripletta in Lega Pro contro l'Ancona. Conclude la stagione con un totale di 12 marcature, superando il suo precedente record di 11 realizzato con la maglia dell'Avellino. Il 13 luglio 2015 il prestito dal Milan alla SPAL viene prolungato per un'altra stagione. Resterà con la squadra di Ferrara sino alla conclusione della stagione 2016-2017, che la SPAL stessa terminerà con la vittoria della Serie B. Il giocatore, tuttavia, non prolungherà la sua permanenza con i ferraresi.
Il 10 agosto 2017, il Milan lo cede in prestito con obbligo di riscatto al neo-promosso Venezia di Filippo Inzaghi. Esordisce con i veneti in campionato il seguente 26 agosto, contro la Salernitana, e segna la sua prima rete nella nuova squadra il 9 settembre, contro il Bari. La stagione successiva riesce a trovare pochissimo spazio complice una serie di infortuni a catena. Nel girone di andata colleziona solamente 3 presenze. L'11 maggio 2019, nella partita tra Carpi-Venezia, valevole per la 38ª giornata di campionato, entra nella ripresa siglando la sua prima tripletta in maglia arancio-verde, decisiva per la vittoria in rimonta per 3-2 della squadra lagunare. Risultato che permette così alla società veneta di disputare i Play-out. La stagione successiva risulta ancor più anonima con un solo gol all'attivo.
Nel settembre 2020 passa in prestito al Novara, tornando dopo 4 anni in Serie C.Il 18 ottobre segna la sua prima rete con i piemontesi, nella sconfitta interna col Pontedera per 2-1. 
Il 30 gennaio 2021 il prestito termina, ma i veneti lo cedono nuovamente a titolo temporaneo, questa volta al Mantova.Il 27 febbraio segna la sua unica rete con i virgiliani, in occasione del rotondo successo in casa dell'Imolese per 5-1. 
Rientra dal prestito e resta nella rosa dei lagunari, nel frattempo promossi in serie A, nella stagione 2021/22.
Il 31 gennaio 2022, dopo esser rimasto fuori rosa nella prima parte di stagione, passa a titolo definitivo alla Virtus Verona.
Il 9 settembre 2022 passa alla Juve Stabia., dove realizza 3 gol senza brillare e rimasto svincolato nella stagione successiva torna alla Virtus Verona.
A fine agosto 2024 viene ingaggiato dal Taranto, militante nel girone C della Serie C. A causa dei molti problemi economici del club ionico, il 15 gennaio 2025 lascia il club ionico con 15 presenze e 3 gol (poi cancellati ) e si trasferisce all'Union Clodiense, sempre militante in terza serie.
Con la retrocessione del club lagunare rimane svincolato.

### Nazionale
Zigoni ha esordito con la Nazionale italiana Under-20 l'11 febbraio 2009 nel Torneo Quattro Nazioni contro l'Austria, segnando anche la sua prima rete in azzurro.
Successivamente è stato convocato nella Nazionale Under-19 e Under-18. Con la prima ha disputato 4 partite, di cui 2 valide per le qualificazioni all'Europeo Under-19 2010, nelle quali ha realizzato 3 gol e con la seconda 4 gare con un gol.

## Statistiche

### Presenze e reti nei club
Statistiche aggiornate al 26 aprile 2025.
| Stagione             | Squadra              | Campionato           | Campionato | Campionato | Coppe nazionali | Coppe nazionali | Coppe nazionali | Coppe continentali | Coppe continentali | Coppe continentali | Altre coppe | Altre coppe | Altre coppe | Totale | Totale |
| Stagione             | Squadra              | Comp                 | Pres       | Reti       | Comp            | Pres            | Reti            | Comp               | Pres               | Reti               | Comp        | Pres        | Reti        | Pres   | Reti   |
| -------------------- | -------------------- | -------------------- | ---------- | ---------- | --------------- | --------------- | --------------- | ------------------ | ------------------ | ------------------ | ----------- | ----------- | ----------- | ------ | ------ |
| 2008-2009            | Treviso              | B                    | 18         | 2          | CI              | 0               | 0               | -                  | -                  | -                  | -           | -           | -           | 18     | 2      |
| 2009-2010            | Milan                | A                    | 1          | 0          | CI              | 0               | 0               | UCL                | 0                  | 0                  | -           | -           | -           | 1      | 0      |
| 2010-gen. 2011       | Genoa                | A                    | 0          | 0          | CI              | 0               | 0               | -                  | -                  | -                  | -           | -           | -           | 0      | 0      |
| gen.-giu. 2011       | Frosinone            | B                    | 6          | 1          | CI              | 0               | 0               | -                  | -                  | -                  | -           | -           | -           | 6      | 1      |
| 2011-2012            | Avellino             | 1D                   | 30         | 11         | CI-LP           | 1               | 0               | -                  | -                  | -                  | -           | -           | -           | 31     | 11     |
| 2012-gen. 2013       | Pro Vercelli         | B                    | 11         | 1          | CI              | 1               | 0               | -                  | -                  | -                  | -           | -           | -           | 12     | 1      |
| gen.-giu. 2013       | Avellino             | 1D                   | 10         | 6          | CI+CI-LP        | 0+0             | 0               | -                  | -                  | -                  | SL-PD       | 2           | 0           | 12     | 6      |
| Totale Avellino      | Totale Avellino      | Totale Avellino      | 40         | 17         |                 | 1               | 0               |                    | -                  | -                  |             | 2           | 0           | 43     | 17     |
| 2013-2014            | Lecce                | 1D                   | 22+3       | 8+1        | CI+CI-LP        | 3+4             | 2+1             | -                  | -                  | -                  | -           | -           | -           | 32     | 12     |
| 2014-gen.2015        | Monza                | LP                   | 14         | 1          | CI+CI-LP        | 0+1             | 0+1             | -                  | -                  | -                  | -           | -           | -           | 15     | 2      |
| gen.-giu. 2015       | SPAL                 | LP                   | 19         | 11         | CI-LP           | 0               | 0               | -                  | -                  | -                  | -           | -           | -           | 19     | 11     |
| 2015-2016            | SPAL                 | LP                   | 33         | 11         | CI+CI-LP        | 2+6             | 1+2             | -                  | -                  | -                  | SC-LP       | 2           | 1           | 43     | 15     |
| 2016-2017            | SPAL                 | B                    | 36         | 11         | CI              | 1               | 0               | -                  | -                  | -                  | -           | -           | -           | 37     | 11     |
| Totale SPAL          | Totale SPAL          | Totale SPAL          | 88         | 33         |                 | 9               | 3               |                    | -                  | -                  |             | 2           | 1           | 99     | 37     |
| 2017-2018            | Venezia              | B                    | 40+3       | 6+0        | CI              | 0               | 0               | -                  | -                  | -                  | -           | -           | -           | 43     | 6      |
| 2018-2019            | Venezia              | B                    | 4+2        | 3+1        | CI              | 1               | 0               | -                  | -                  | -                  | -           | -           | -           | 7      | 4      |
| 2019-2020            | Venezia              | B                    | 17         | 1          | CI              | 0               | 0               | -                  | -                  | -                  | -           | -           | -           | 17     | 1      |
| 2020-gen. 2021       | Novara               | C                    | 19         | 2          | CI              | 1               | 0               | -                  | -                  | -                  | -           | -           | -           | 19     | 2      |
| gen.-giu. 2021       | Mantova              | C                    | 16         | 1          | CI              | -               | -               | -                  | -                  | -                  | -           | -           | -           | 16     | 1      |
| 2021-gen.2022        | Venezia              | A                    | 0          | 0          | CI              | 0               | 0               | -                  | -                  | -                  | -           | -           | -           | 0      | 0      |
| Totale Venezia       | Totale Venezia       | Totale Venezia       | 61+5       | 10+1       |                 | 1               | 0               |                    | -                  | -                  |             | -           | -           | 67     | 11     |
| gen.-giu. 2022       | Virtus Verona        | C                    | 14         | 4          | CI-C            | 0               | 0               | -                  | -                  | -                  | -           | -           | -           | 14     | 4      |
| 2022-2023            | Juve Stabia          | C                    | 27         | 3          | CI-C            | 0               | 0               | -                  | -                  | -                  | -           | -           | -           | 27     | 3      |
| 2023-2024            | Virtus Verona        | C                    | 15         | 2          | CI-C            | 1               | 0               | -                  | -                  | -                  | -           | -           | -           | 16     | 2      |
| Totale Virtus Verona | Totale Virtus Verona | Totale Virtus Verona | 29         | 6          |                 | 1               | 0               |                    | -                  | -                  |             | -           | -           | 30     | 6      |
| gen.-giu. 2025       | Union Clodiense      | C                    | 13         | 3          | CI-C            | 0               | 0               | -                  | -                  | -                  | -           | -           | -           | 13     | 3      |
| Totale carriera      | Totale carriera      | Totale carriera      | 363+8      | 90         |                 | 21              | 7               |                    | 0                  | 0                  |             | 4           | 1           | 397    | 98     |

## Palmarès

### Club

#### Competizioni giovanili
- Coppa Italia Primavera: 1

Milan: 2009-2010
- Supercoppa Primavera: 1

Genoa: 2010

#### Competizioni nazionali
- Lega Pro Prima Divisione: 1

Avellino: 2012-2013 (girone B)
- Supercoppa di Lega di Prima Divisione: 1

Avellino: 2013
- Lega Pro: 1

S.P.A.L.: 2015-2016
- Supercoppa di Lega Pro: 1

S.P.A.L.: 2016
- Campionato italiano di Serie B: 1

S.P.A.L.: 2016-2017